# Cinzano
Cinzano là một đô thị ở tỉnh Torino trong vùng Piedmont, có vị trí cách khoảng 15 km về phía đông của Torino, nước Ý. Tại thời điểm ngày 31 tháng 12 năm 2004, đô thị này có dân số 389 người và diện tích là 6,2 km².
Cinzano giáp các đô thị: Casalborgone, Rivalba, Sciolze, Berzano di San Pietro, và Moncucco Torinese.